# Canada Place

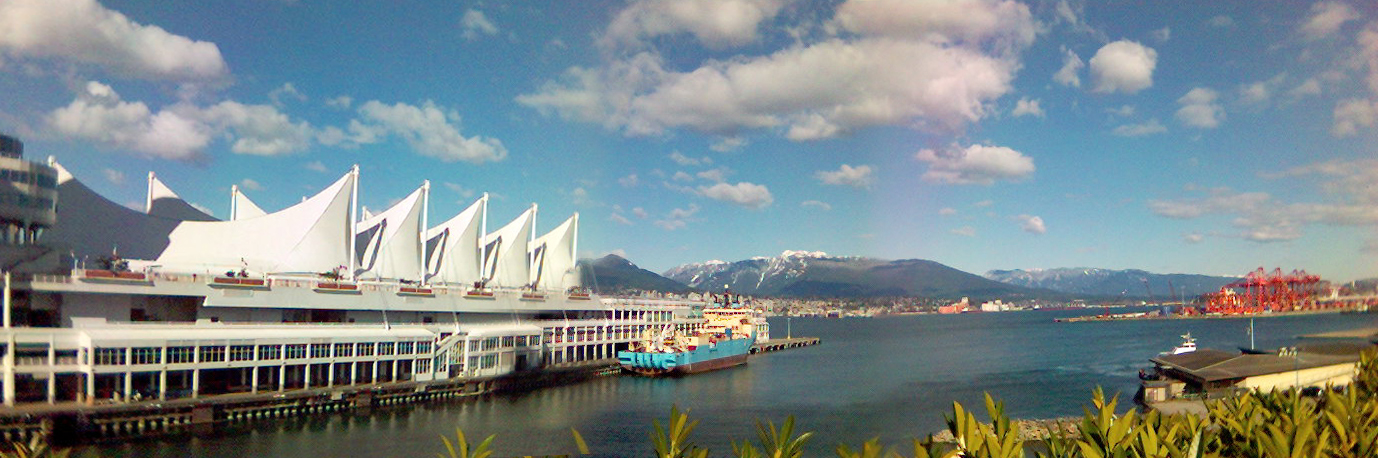
Vista panorâmica do Canada Place

O Canada Place é um edificio em Vancouver, Colúmbia Britânica. Aqui ficam o Centro de Exposições e espectáculos de Vancouver, o Hotel Pan Pacífico, o World Trade Center de Vancouver e um cinema 3D da IMAX, o primeiro do mundo. É também o principal terminal de navios-cruzeiro da região, onde os famosos cruzeiros de Vancouver para o Alasca começam. Foi construído para a Expo' 86 como o Pavilhão do Canadá. Pode ser alcançado via SkyTrain ou através da Waterfront Station. As "velas" brancas do edifício fizeram-o uma das principais atrações da cidade, bem como as comparações à Ópera de Sydney, Sydney, Austrália e ao Aeroporto Internacional de Denver, Denver, E.U.A..
A estrutura foi aumentada em 2001 para acomodar outro cais de navios-cruzeiro. Atualmente está a ser construído um outro edifício que, tal como o Canada Place está a ser construído sobre a água e que, quando completo, servirá as funções de Centro de Convenções para os Jogos Olímpicos de Inverno de 2010.